# شرط (حديبو)

تعديل مصدري - تعديل

شرط هي إحدى قرى مديرية حديبو التابعة لمحافظة سقطرى، بلغ تعداد سكانها 78 نسمة حسب تعداد اليمن لعام 2004.